# あすなひろし
あすな ひろし（本名：矢野 高行（やの たかゆき）、1941年1月20日 - 2001年3月22日）は、日本の男性漫画家。東京都生まれ、6歳から18歳まで広島県呉市育ち。広島県修道高等学校卒。ペンネームの由来については「翌檜（あすなろ）の木」からという説がある。

## 略歴
東京で生まれ、終戦間もない6歳の時、父の転勤で広島県呉市に移り住む。原爆投下後の広島で多感な時期を過ごし、以降18歳まで広島で育った。「山ゆかば」の物語は創作。姉の今中鏡子（広島市安佐南区在住、今中大介の母）は「弟は感受性が強かったから、被爆後の広島を見て、相当影響を受けていると思う」と話している。放射能の脅威を伝える1971年の「赤いトマト」など反戦や原爆がテーマの作品も多い。修道中学校・高等学校卒業後上京し、東宝映画宣伝部、商業デザイン会社勤務を経て、1959年、「まぼろしの騎士」（少女クラブ冬の号）でデビュー。身長は170cm以上と当時としては高身長であり、体格も良かったので驚かれることがあった。
代表作といえるのが1976年「少年チャンピオン」で発表した『青い空を、白い雲がかけてった』。連載は断続的だが5年間に及んだ。手塚治虫の『BLACK JACK』や水島新司の『ドカベン』などとともに同誌の黄金期の一翼を担った。
少年誌・青年誌にも叙情を基本としながらも、時にはコミカルな作品を次々と発表した。流麗な描線とドラマチックな画面構成が特徴。創作は常に全力を注ぐ職人。ペンだけで描き、背景などに使う独特の模様「カケアミ」は「誰にもまねできない」と高く評された。コピーライターの糸井重里は彼の作風を「真っ昼間の悲しさ」と評した。
劇画を描く際には「臼杵三郎」という名前で活動していた。その由来は、BSマンガ夜話出演時の高信太郎のコメントによれば、「大分の臼杵郡出身で、好きな歌手が北島三郎だったから」である。ただし、あすなひろし公式サイトの記述では、「本籍が宮崎県西臼杵郡三ヶ所」とある。
飲酒しながら原稿を執筆しており、後年になると酒の量は増え、元アシスタントの高信太郎は「手が震えるらしい」と語っている。
その後、私的なトラブルに伴い東京を離れ40歳半ばで、実家のある東広島市に帰る。漫画よりも肉体労働に重点を置くようになり、晩年は非常に寡作になる。2001年3月22日に肺癌のため死去。60歳没。

## 作風と死後の再評価
作中のペンタッチは非常に繊細で、修正の為のホワイトは使わず、スクリーントーンも極力使用しない、写植や文字の白抜きもほとんど全部自分が行っているほどの職人肌であった。
『とうちゃんのかわいいおヨメさん』（週刊少年ジャンプ）、『走れ!ボロ』（女学生の友）で1972年第18回小学館漫画賞受賞。
少女漫画、少年漫画、青年漫画、そしてジャンルもポエジー、ハードボイルド、西部劇、アクション物からギャグまで幅広い活躍をしたが、元々、単行本化された作品は少なく、それらもほとんど絶版となっていた。
2002年より「あすなひろし追悼公式サイト」が『あすなひろし作品選集』の刊行を開始した。今まで劣悪な印刷により表現され得なかったあすなの流麗な線が、B5判のしっかりした印刷で再現されている。
また、2004年にはエンターブレインが『青い空を、白い雲がかけてった』と『いつも春のよう』を刊行したことから、一般書店でも手に入るようになり再評価に弾みがついた。
2004年「NHK BSマンガ夜話第31弾」でも取り上げられる。

## 単行本リスト
- サマーフィールド（1970年：グランドコミックス、1976年：サンコミックス）
- からじしぼたん（1973年：別冊COMコミック）
- 心中ゲーム（1973年：もう一つの劇画世界・2）
- ぼくのとうちゃん（1976年：ホームコミックス、1999年：さくらコミックス）
- 哀しい人々（1977 - 80年：3巻 サンコミックス、1999年：1巻「家族日誌」のみ さくらコミックス）
- 美しき5月の風の中に（1977年：サンコミックス）
- 青い空を、白い雲がかけてった（1978 - 81年：3巻 少年チャンピオンコミックス、2004年：上下巻 BEAM COMIX）
- 行ってしまった日々（1978年：ロマンコミック自選全集）
- 風と海とサブ（1980年：2巻 少年チャンピオンコミックス）
- かたばみ抄（1982年：サンコミックス）
- サムの大空（1982年：少年チャンピオンコミックス）
- 白い星座（1983年：サンコミックス）
- 白い記憶（1983年：サンコミックス）
- いつも春のよう（2004年：BEAM COMIX）
- 嵐が丘（2006年：コミックパーク）
- みどりの花（2006年：ブッキング）
- 呪啼夢（2007年：ちくま秀版社）
- あすなひろし作品選集（2002年 - ：既刊15巻 あすなひろし追悼公式サイト）
- 林檎も匂わない（2008年：BEAM COMIX）
- リチャード三世（あすなひろし普及会）
- あすなひろしセレクション（2011年 - ：既刊1巻「砂漠の鬼将軍」 あすなひろし企画室）

## 作品年表
1961年
- まぼろしの騎手（少女クラブ／1961年お正月増刊号、単行本未収録）
- 南にかがやく星（少女ブック／1961年お正月増刊号、単行本未収録）
- わたしようこ（たのしい四年生／1961年3月号、単行本未収録）
- 赤い石のひとみ（少女クラブ／1961年3月号付録、単行本未収録）
- ちいさな橋のうえで（少女クラブ／1961年4月号付録、単行本未収録）
- 灰色の影（少女クラブ／1961年5月号付録、単行本未収録）
- 霧と森と泉（少女クラブ／1961年夏休み増刊号、単行本未収録）
- さいごのジャック（3まいのハート 第1話）（少女クラブ／1961年10月号、単行本未収録）
- ミルのおはなし（3まいのハート 第2話）（少女クラブ／1961年11月号、単行本未収録）
- 右むきのハートのキング（3まいのハート 第3話）（少女クラブ／1961年12月号、単行本未収録）

1962年
- 白い夜（少女クラブ／1962年1月〜3月号、単行本未収録）
- 赤い谷（少女クラブ／1962年お正月増刊号、単行本未収録）
- ちいさなうた（少女クラブ／1962年4月〜6月号、単行本未収録）

1964年
- みどりの花（りぼん／1964年お正月増刊号）
- ミルタの森（水野英子と合作）（別冊マーガレット／1964年春休みおたのしみ号、単行本未収録）
- 白い霧の物語（なかよし／1964年4月号）
- オンディーヌ（水野英子と合作）（りぼん／1964年夏休み大増刊号、単行本未収録）
- ながれ星ひとつ（掲載名「おどり子人形」）（なかよし／1964年8月号）
- 妖精の白い花（週刊マーガレット／1964年11月1日号、単行本未収録）
- さざんかの咲くころ（週刊マーガレット／1964年12月13日号）

1965年
- 冬の水車（りぼん／1965年お正月増刊号、単行本未収録）
- しろがねの雪（なかよし／1965年お正月増刊号、単行本未収録）
- 雪の花びら（週刊マーガレット／1965年1月24日号）
- ビビディバビデ・ブー（週刊マーガレット／1965年2月7日号）
- コレットの白ばら（りぼん／1965年4月号、単行本未収録）
- おとうの貝（週刊マーガレット／1965年4月18日号）
- むらさきのゆめ（別冊マーガレット／1965年春のお楽しみ号、単行本未収録）
- 青い空を雲がいく（別冊マーガレット／1965年6月号、単行本未収録）
- 天使の星くず（週刊マーガレット／1965年6月6日〜6月27日号、単行本未収録）
- わたしのジャック（週刊マーガレット／1965年7月25日号、単行本未収録）
- 青いひとみと木ぼりの犬（増刊なかよし／1965年夏休みお楽しみ号、単行本未収録）
- 花と十字架（なかよし／1965年増刊号、単行本未収録）
- キャシーといっしょに！（週刊マーガレット／1965年8月29日号、単行本未収録）
- 秋風のうた（週刊少女フレンド／1965年10月19日号）
- 星空のかなたに（週刊マーガレット／1965年10月31日〜11月21日号）

1966年
- マドレーヌの花（なかよし／1966年お正月増刊号、単行本未収録）
- クリスマスばんざい！（週刊マーガレット／1966年1月2日号、単行本未収録）
- 金ぱつのエリザ（なかよし／1966年2月号、単行本未収録）
- さようなら王子さま（週刊少女フレンド／1966年3月15日号、単行本未収録）
- リムのおっちょこちょい（週刊マーガレット／1966年3月20日号、単行本未収録）
- 白い鳥（小学二年生／1966年3月号、単行本未収録）
- ニーノとフランソワ（週刊少女フレンド／1966年5月17日号）
- ジョニーとこんばんは！（週刊少女フレンド／1966年6月21日〜7月26日号、単行本未収録）
- ブローニュの少女（週刊マーガレット／1966年6月19日号、単行本未収録）
- オーケストラの少女（原作・クラーリィ）（小学五年生／1966年8月号、単行本未収録）
- 水色のビアンカ（小説ジュニア／1966年9月号）
- ちいさな愛の死（原作「ピュールとリュース」）（小説ジュニア／1966年10月号、単行本未収録）
- 獣の熱い息（コミックMAGAZINE／1966年10月号、単行本未収録）
- 森の嵐（小説ジュニア／1966年11月号、単行本未収録）
- 俺にさわると危ないぜ！（コミックMAGAZINE／1966年11月号、単行本未収録）
- みずうみの冬（小説ジュニア／1966年12月号、単行本未収録）

1967年
- 嵐が丘（原作・E.ブロンテ）（ジュニア・コンパクト／1967年冬の号）
- 拝啓ジュリーです！（週刊マーガレット／1967年1月22日号、単行本未収録）
- リリオム（小説ジュニア／1967年2月号、単行本未収録）
- 殺してごめんなさい（原作・樹下太郎）（コミックMAGAZINE／1967年2月号、単行本未収録）
- 狼の冬（コミックMAGAZINE／1967年3月号、単行本未収録）
- 白い花飾りの帽子（小説ジュニア／1967年4月号）
- 霧とワルグスの伝説（小説ジュニア／1967年6月号）
- 追跡（コミックMAGAZINE／1967年6月号、単行本未収録）
- いたずらな夏（小説ジュニア／1967年8月号）
- ジムとローラーとジュリー（りぼん／1967年夏休み増刊号、単行本未収録）
- なみだ色の空（小説ジュニア／1967年9月号）
- 木枯らし（セーヌの街燈 第1話）（小説ジュニア／1967年10月号）
- わたしの心はバイオリン（セーヌの街燈 第2話）（小説ジュニア／1967年11月号）
- ジョージ・ワシントンを撃った男（週刊漫画アクション／1967年11月2日号）
- ボンソワール・パリ（セーヌの街燈 第3話）（小説ジュニア／1967年12月号）
- 復讐のカルテ（コミックMAGAZINE／1967年12月12日号、単行本未収録）

1968年
- 雪の童話（小説ジュニア／1968年1月号）
- 300,000km/sec（COM／1968年1月号）
- 恋のサンモリッツ（りぼんコミックス／1968年1月号、単行本未収録）
- 吹雪の脱出（週刊漫画アクション増刊／1968年1月8日号、単行本未収録）
- 雪とバラの詩（小説ジュニア／1968年2月号）
- 93時間（週刊漫画アクション／1968年2月8日号）
- 3月の伝説（小説ジュニア／1968年3月号、単行本未収録）
- La partnaire（りぼんコミックス／1968年3月号、単行本未収録）
- 冬のかけら（ヤングコミック／1968年3月、単行本未収録）
- 春雷（週刊漫画アクション／1968年3月28日号）
- 四月の雨（小説ジュニア／1968年4月号）
- 草の海に沈んだ追想（小説ジュニア／1968年5月号）
- リリオム（りぼんコミックス／1968年5月号）
- SYNCOPATION（ヤングエース／1968年5月〜8月号、単行本未収録）
- 不信のさすらい（別冊女性セブン フラワーコミック／1968年5月20日号、単行本未収録）
- リチャード三世（週刊漫画アクション／1968年5月30日号）
- きのうのひとりぼっち（小説ジュニア／1968年6月号）
- キャプテンスカーレット（小学二年生／1968年6月〜7月号、単行本未収録）
- カンタベリーの幽霊（りぼんコミックス／1968年7月号、単行本未収録）
- 青いながれ星（小説ジュニア／1968年8月号、単行本未収録）
- 手さぐり（コミックVAN／1968年8月8日号、単行本未収録）
- 黒い帆（小説ジュニア／1968年夏休み増刊号、単行本未収録）
- サマーフィールドから来た少年（女学生の友／1968年夏の増刊号）
- 水色の風の中で（別冊りぼん／1968年夏の号、単行本未収録）
- オレンジ・ブロッサム・スペシャル（小説ジュニア／1968年9月号、単行本未収録）
- 蛍（りぼんコミックス／1968年9月号、単行本未収録）
- 美女ありき（COM／1968年9月号、単行本未収録）
- アルカトラ・ジョー（コミックMAGAZINE／1968年9月10日号、単行本未収録）
- 北極光（原作・新田次郎）（週刊少年マガジン／1968年9月22日〜10月6日号）
- スペードの女王（小説ジュニア／1968年10月号）
- 赤と黒（原作・スタンダール）（ジュニアコミック／1968年11月〜1969年1月号、単行本未収録）

1969年
- 暗い春（原作・大藪春彦）（漫画パンチ／1969年1月8日号、単行本未収録）
- その日、ノース＝ビルは、雪（COM／1969年2月号、単行本未収録）
- そこに泣いているぼくがいた（少年ジャンプ／1969年4月10日号、単行本未収録）
- 北への旅（コミックMAGAZINE／1968年3月11日号、単行本未収録）
- 無法松の一生（岩下俊作「富島松五郎伝」より）（週刊少年ジャンプ／1969年9月8日〜10月13日号）
- 悲しみよこんにちは（原作・F.サガン）（ファニー／1969年6月号、単行本未収録）
- 戦士は無名でなければならない（ヤングコミック／1969年6月10日号）
- 青い麦萌える（週刊漫画アクション／1969年6月26日号）
- 黒猫（原作・E.A.ポー）（ファニー／1969年8月号、単行本未収録）
- ビリー・タムタムは空へ！（りぼんコミック／1969年8月号、単行本未収録）
- ジュニアの絵本 西部の唄（COM／1969年8月〜9月号、単行本未収録）
- プラスチック昆虫記（週刊漫画アクション／1969年12月4日号）

1970年
- おお！大戦争（週刊ぼくらマガジン／1969年2月10日号〜2月24日号）
- 白い少年（週刊漫画アクション／1970年2月26日号）
- チップス先生さようなら（原作・J.ヒルトン）（小学六年生／1970年3月号、単行本未収録）
- 夜の牝馬（現代コミック／1970年3月12日号、単行本未収録）
- 巣立ち（COM／1970年4月号）
- 赤毛の狼（週刊少年ジャンプ／1970年6月22日〜7月13日号、単行本未収録）
- オネーギン（原作・プーシキン）（ファニー／1970年7月18日〜8月8・22日号）
- 鳥の木（週刊漫画アクション／1970年7月23日号）
- 山ゆかば！（週刊少年ジャンプ／1970年10月19日号）
- スウという名の童話（COM／1970年11月号）
- さいごの一葉（原作・O.ヘンリー）（週刊少年キング／1970年11月22日号）
- 妻の肖像（原作・O.ヘンリー）（週刊少年キング／1970年11月29日号）

1971年
- 涙がこぼれる（月刊明星／1971年2月号、単行本未収録）
- からじしぼたん（週刊少年ジャンプ／1971年2月22日号）
- クレーの四季（希望の友／1971年3月号、単行本未収録）
- 寒いから早く殺して（ハムナー2世「スペンサーの山」より）（週刊漫画アクション／1971年3月4日号）
- 外人部隊（週刊少年ジャンプ／1971年6月14日号）
- ある愛の詩（平凡／1971年6月号、単行本未収録）
- ぼくのとうちゃん（週刊少年ジャンプ／1971年8月2日号）
- けんか村の茂（週刊少年ジャンプ／1971年10月18日号、単行本未収録）
- あじさい色の日（女学生の友／1971年7月号付録、単行本未収録）
- 赤いトマト（女学生の友／1971年8月号付録）
- 難破船（作画・川本コオ）（COM／1971年8月号、単行本未収録）
- 木馬の騎士（女学生の友／1971年9月号付録、単行本未収録）
- 武蔵野心中（ビッグコミック／1971年9月25日号）
- サッちゃん（女学生の友／1971年10月号、単行本未収録）
- こがらし（女学生の友／1971年11月号、単行本未収録）
- 桔梗（COM／1971年11月号）
- 11月はたそがれの色（月刊明星／1971年11月号、単行本未収録）
- わすれもの（女学生の友／1971年12月号）
- ふしあわせな人たち（月刊タッチ／1971年12月号、単行本未収録）
- とても、心さびしく（ビッグコミック／1971年12月25日号）

1972年
- 酒天童子（希望の友／1972年新年増刊号、単行本未収録）
- 悲しい唄はきらい（女学生の友／1972年1月号、単行本未収録）
- ちいさな愛のとき（女学生の友／1972年2月号、単行本未収録）
- 風見鶏（砂時計 第1回）（週刊女性自身／1972年2月5日号、単行本未収録）
- 恋泥棒（砂時計 第2回）（週刊女性自身／1972年2月12日号、単行本未収録）
- 雪が降る（砂時計 第3回）（週刊女性自身／1972年2月19日号、単行本未収録）
- 涙をくだる舟（砂時計 第4回）（週刊女性自身／1972年2月26日号、単行本未収録）
- 砂漠の鬼将軍（週刊少年ジャンプ／1972年12号）
- 花きちがい（女学生の友／1972年3月号、単行本未収録）
- 風（砂時計 第5回）（週刊女性自身／1972年3月4日号、単行本未収録）
- 春化粧（砂時計 第6回）（週刊女性自身／1972年3月11日号、単行本未収録）
- 根ノ谷川（砂時計 第7回）（週刊女性自身／1972年3月18日号、単行本未収録）
- 砂時計（砂時計 第8回）（週刊女性自身／1972年3月25日号、単行本未収録）
- しあわせへ、一歩（女学生の友／1972年4月号、単行本未収録）
- 走れ！ボロ（女学生の友／1972年5月号）
- むらさきの日々（週刊漫画アクション増刊パピヨン／1972年5月26日号、単行本未収録）
- 順子へ（女学生の友／1972年6月号、単行本未収録）
- 白い夏（女学生の友／1972年7月号、単行本未収録）
- かもめ（女学生の友／1972年8月号）
- 呪啼夢（原作・宮田雪）（週刊漫画TIMES／1972年8月26日〜1973年1月6・13日号）
- まいごのブー（女学生の友／1972年9月号）
- 秋について語りましょう（女学生の友／1972年10月号、単行本未収録）
- 銃声／白い秋（ビッグコミック／1972年10月25日号、単行本未収録）
- ひとひらの羽根（女学生の友／1972年11月号、単行本未収録）
- 冬のかげろう（女学生の友／1972年12月号）
- とうちゃんのかわいいおヨメさん（週刊少年ジャンプ／1972年12月11日号）

1973年
- おとぎばなし（女学生の友／1973年1月号、単行本未収録）
- ムルタンの初恋（女学生の友／1973年2月号、単行本未収録）
- フクという名の犬（週刊少年サンデー／1973年4月1日号、単行本未収録）
- 心中ゲーム（ビッグコミック／1973年3月25日号）
- 空からしあわせが降ってくる（女学生の友／1973年3月号、単行本未収録）
- なにかいいことありそうな（女学生の友／1973年4月号、単行本未収録）
- 春のイチゴ（女学生の友／1973年5月号、単行本未収録）
- CRY WOLF（心中ゲーム）（ビッグコミック／1973年5月10日号、単行本未収録）
- 日時計（心中ゲーム）（ビッグコミック／1973年5月25日号）
- 赤いシャツを着た人魚（女学生の友／1973年6月号）
- トムとサム（心中ゲーム）（ビッグコミック／1973年6月10日号、単行本未収録）
- 荒南風（心中ゲーム）（ビッグコミック／1973年6月25日号、単行本未収録）
- 黒神楽村雨囃子（コミックVAN／1973年6月21日号、単行本未収録）
- 行ってしまった日（女学生の友／1973年7月号）
- テールランプ（心中ゲーム）（ビッグコミック／1973年7月10日号）
- 再会（心中ゲーム）（ビッグコミック／1973年7月25日号）
- 緑を、ながして（女学生の友／1973年8月号）
- ポケットの中の9月の風（女学生の友／1973年9月号、単行本未収録）
- 海に沈んだ秋（女学生の友／1973年10月号）
- 白い記憶（高2コース／1973年10月〜1974年3月号）
- 麻丘めぐみ「カコはひと筋の道を歩いてきたのデース」（月刊明星／1973年10月号、単行本未収録）
- トトの朝（女学生の友／1973年11月号）
- かなしき12月（女学生の友／1973年12月号、単行本未収録）

1974年
- ユウちゃんのネコ（女学生の友／1974年1月号）
- 海を見ていたジョニー（原作・五木寛之）（週刊漫画アクション／1974年1月10・17日〜1月24日号、単行本未収録）
- こんなに、つめたい（女学生の友／1974年2月号、単行本未収録）
- 浅田美代子「赤い風船に乗ってきたシンデレラ」（月刊明星／1974年2月号、単行本未収録）
- 三月戦争（女学生の友／1974年3月号、単行本未収録）
- 桜田淳子「淳子クンはいたずら好きな天使なのです」（月刊明星／1974年3月号、単行本未収録）
- いたずらな4月（女学生の友／1974年4月号、単行本未収録）
- あべ静江「わたしは恋多い女？」（月刊明星／1974年4月号、単行本未収録）
- ゴンの大冒険（女学生の友／1974年5月号）
- 水色のオレンジ（女学生の友／1974年6月号、単行本未収録）
- 美しき5月の風の中に（週刊漫画アクション増刊パピヨン／1974年No.5）
- 夏の階段（女学生の友／1974年7月号）
- 半信半疑（ビッグコミックオリジナル／1974年7月20日号）
- だれも、いない（女学生の友／1974年8月号、単行本未収録）
- 悲しいひとみの少年（女学生の友／1974年9月号）
- 恋の木（女学生の友／1974年10月号）
- 哀しい人々（哀しい人々）（ビッグコミックオリジナル／1974年10月5日号）
- 遠い伝説（女学生の友／1974年11月号）
- 悪いおんな（女学生の友／1974年12月号）
- 中村雅俊「俺の心とふれあった23年」（月刊明星／1974年12月号、単行本未収録）
- 亭主泥棒（哀しい人々）（ビッグコミックオリジナル／1974年12月20日号）

1975年
- 雪あかり（JOTOMO／1975年1月号）
- 風のささやき（JOTOMO／1975年2月号）
- 中条きよし「男は3度勝負する！」（月刊明星／1975年2月号、単行本未収録）
- 西川峰子「山びこが育てた演歌っ子」（月刊明星／1975年3月号、単行本未収録）
- らくがき（JOTOMO／1975年3月号）
- 荒川努「太陽が送り出したさわやかくん14才」（月刊明星／1975年4月号、単行本未収録）
- 白い林檎の花（JOTOMO／1975年4月号）
- 5月の5ひき（JOTOMO／1975年5月号）
- 笑福亭鶴光「上方落語界の星になったる！」（月刊明星／1975年5月号、単行本未収録）
- 前科者（哀しい人々）（ビッグコミックオリジナル／1975年5月20日号）
- 母さんの初恋（JOTOMO／1975年6月号、単行本未収録）
- すぎ去りし日の・・・（プリンセス／1975年6月号）
- 風「風は22才の別れとともに吹いてきた」（月刊明星／1975年6月号、単行本未収録）
- 海へ行こうよ！（JOTOMO／1975年7月号）
- ダウンタウン・ブギウギ・バンド「売れちゃって一服できない野郎たち」（月刊明星／1975年7月号、単行本未収録）
- 陽気なひとりぼっち（JOTOMO／1975年8月号）
- マッハ文朱「歌だリングだマッハGO！」（月刊明星／1975年8月号、単行本未収録）
- おかしな日曜日（JOTOMO／1975年9月号）
- ずうとるび「いろいろ努力の結果です」（月刊明星／1975年9月号、単行本未収録）
- 電話殺人（週刊漫画TIMES／1975年9月13日号）
- 北の海（週刊少年ジャンプ／1975年10月27日号）
- 野分（はるかなる国 遠い詩 第1話）（プリンセス／1975年10月号）
- 桂三枝・西川きよし「おかしいというよりもキビシー半生という感じ」（月刊明星／1975年10月号、単行本未収録）
- さざんか（はるかなる国 遠い詩 第2話）（プリンセス／1975年11月号）
- 豊川誕「紅茶の味なんて知らなかった!!」（月刊明星／1975年11月号、単行本未収録）
- 夜の星たち（脚本・広澤榮）（花とゆめ／1975年11月5日〜12月5日号、単行本未収録）
- くりすますきゃろる（はるかなる国 遠い詩 第3話）（プリンセス／1975年12月号）
- 郷ひろみ「個性ゆたかな4人旅」（月刊明星／1975年12月号、単行本未収録）
- ラメのスウちゃん（哀しい人々）（ビッグコミックオリジナル／1975年12月20日号）

1976年
- 岩崎宏美「岩崎宏美オテンバ履歴書」（月刊明星／1976年1月号、単行本未収録）
- 遠い歓声（漫画ジョー／1976年1月15日〜1月22日号）
- 冬のライオン（JOTOMO／1976年2月号）
- 野口五郎「ぼくと兄貴と赤いギター」（月刊明星／1976年2月号、単行本未収録）
- キャンディーズ「ハートのAをつかむまで」（月刊明星／1976年3月号、単行本未収録）
- 岡田奈々「星になったキャスパー」（月刊明星／1976年4月号、単行本未収録）
- 萩本欽一「パジャマ党総裁へのはるかな道のり」（月刊明星／1976年5月号、単行本未収録）
- 歌を消す者（哀しい人々）（ビッグコミックオリジナル／1976年6月5日号）
- 青い空を、白い雲がかけてった（週刊少年チャンピオン／1976年8月30日、1977年1月24・31日、2月7日、8月8日、9月19日、1978年1月23・30日、2月6日、4月24日、5月1日、9月4日、9月18日、1979年1月22・29日、2月5日、3月5日、4月30日、7月9日、9月17日、10月15日、1981年1月19日号、月刊少年チャンピオン／1979年10月、1980年10月号）
- 流浪哀歌（哀しい人々）（ビッグコミックオリジナル／1976年9月20日号）
- 白い星座（別冊ビバ・プリンセス／1976年秋季号）

1977年
- 幻のローズマリィ（哀しい人々）（ビッグコミックオリジナル／1977年2月20日号）
- サムの大空（小学六年生／1977年4月〜5月号）
- 童話 ソクラテスの殺人（哀しい人々）（ビッグコミックオリジナル／1977年5月20日号）
- かわいいおんな（週刊プレイボーイ／1977年7月12日号）
- アオよ・アオよ（哀しい人々）（ビッグコミックオリジナル／1977年9月20日号、単行本未収録）
- 青狼記（マンガ少年／1977年8月号）
- 走れ！走れ！（週刊少女コミック／1977年10月30日号、単行本未収録）
- 虹のオルゴール工場（週刊女性別冊／1977年劇画タカラヅカ名作10選PART3、単行本未収録）

1978年
- 親不孝通り（哀しい人々）（ビッグコミックオリジナル／1978年2月5日号）
- けさらんぱさらん（哀しい人々）（ビッグコミックオリジナル／1978年4月20日号）
- ただそれだけの日々（週刊漫画TIMES／1978年6月2日号）
- 六頭の白い馬（マンガ少年／1978年7月号）
- 翔ぶ、（哀しい人々）（ビッグコミックオリジナル／1978年10月5日号）
- 詩が聞こえる（マンガ少年／1978年12月号）
- 家族日誌（哀しい人々）（ビッグコミックオリジナル／1978年12月20日号）

1979年
- 松山千春「めぐる季節の中で」（月刊明星／1979年3月号、単行本未収録）
- さよなら、ぼくのともだち（月刊少年ワールド／1979年3月〜4月号、単行本未収録）
- ツイスト「もえつきぬ…光の中で」（月刊明星／1979年4月号、単行本未収録）
- 5月は風の中（週刊明星／1979年5月6日号、単行本未収録）
- しあわせの青い鳥（哀しい人々）（ビッグコミックオリジナル／1979年5月5日号
- 桑田佳佑とSAS「どんなときでも大将だった」（月刊明星／1979年7月号、単行本未収録）
- 夏草（青狼記 第2部）（マンガ少年／1979年8月号）
- 実録すかんちん物語（月刊コミックアゲイン／1979年9月号、単行本未収録）
- 轟々と（哀しい人々）（ビッグコミックオリジナル／1979年9月5日号

1980年〜
- 風と海とサブ（週刊少年チャンピオン／1980年4月28日号〜8月18日号）
- かたばみ抄（マンガ少年／1980年7月〜8月号）
- 夏草のころ（少年少女新聞／1980年8月3日号、単行本未収録）
- 夢の中（単行本で「悪夢症候群」に改題）（マンガ少年／1980年11月号）
- チャールズ・ミンガス「巨人伝」（サウンド・レコパル／1981年5月号、単行本未収録）
- あしたも風の中（週刊少年チャンピオン／1981年11月13日号）
- 懐かしいうた（リュウ／1982年1月号）
- じゃらくの雨（プレイコミック／1982年2月1日号、単行本未収録）
- いつも春のよう（週刊少年チャンピオン／1982年2月19日、6月11日〜18日号）
- ぼくたちの大砲（週刊少年チャンピオン／1982年8月27日〜9月3日号）
- やさしい夏（プレイコミック／1982年8月12日号）
- ゆめの終わり（プレイコミック／1982年11月25日号）
- セロ弾きのゴーシュ（コミックトム／1983年5月号）
- Invader（侵略者）（SFマンガ競作大全集／1983年7月号、単行本未収録）
- よだかの星（コミックトム／1983年9月号）
- メビウスの遺産（SFマンガ競作大全集／1983年9月号、単行本未収録）
- 通春（ビッグコミックフォアレディ／1984年2月号、単行本未収録）
- 雲ゆく（COMICばく／1984年夏季号、単行本未収録）
- いつもあなたと！（週刊ヤングジャンプ／1984年10月18日号、単行本未収録）
- 空ゆく船（コミックトム／1985年1月号、単行本未収録）
- コップの中の15ヶ月（コミックトム／1986年6月号、単行本未収録）
- ながれうた（プレイコミック／1986年12月25日号）
- 柿の木坂の家（プレイコミック／1987年11月12日号）
- ヒツジが1ぴきヒツジが2ひき（コミックトム／1988年7月号、単行本未収録）
- 林檎も匂わない（コミックトム／1988年8月号）
- ヌシとこんにちは！（コミックトム／1988年9月号、単行本未収録）
- 山頭火（comic新現実vol.6／2005年8月26日発行、単行本未収録）